# Federico Insúa
Federico Insúa (Buenos Aires, 3 gennaio 1980) è un allenatore di calcio ed ex calciatore argentino, di ruolo centrocampista, collaboratore tecnico del Vélez Sarsfield.

## Carriera
Soprannominato El Pocho, come il più famoso Lavezzi, conta 14 presenze nella Nazionale argentina.